# Betma
Betma est une ville et un Nagar Panchayat dans le district d'Indore dans l'État de Madhya Pradesh en Inde. Lors du recensement de 2001, il avait une population de 12 529 habitants.

## Annexe